# Insegnamento della filosofia nella scuola

## In Europa
Il panorama dell'insegnamento della filosofia nelle scuole dei diversi paesi europei risulta estremamente diversificato, sulla base della storia e delle tradizioni culturali del singolo paese. In Francia la filosofia è materia caratterizzante nella classe terminale dei lycées con un consistente numero di ore. L'insegnamento avviene per problemi, dando ampio spazio alla lettura di testi, alle esercitazioni e alle dissertazioni (che devono consistere in "una utilizzazione originale di quanto studiato nel corso di filosofia"). Il modello spagnolo presenta maggiori somiglianze con quello italiano, sia per la comune derivazione idealistica che per l'interesse storico. La storia della filosofia è materia di indirizzo solo nelle specializzazioni umanistica e delle scienze sociali, nel quarto anno dell'educazione secondaria (15 anni d'età) è materia obbligatoria l'insegnamento di "vita morale e riflessione etica", mentre nel primo anno del triennio superiore la filosofia viene insegnata come riflessione per problemi. In Germania la filosofia è materia opzionale,i programmi sono molto diversificati nei diversi Land e in genere presentano un'articolazione semestrale in logica, metafisica, teoria della conoscenza, filosofia sociale, filosofia della religione, etica, antropologia. In Austria la filosofia è presente nelle ultime due classi degli istituti superiori ed è unita a pedagogia e psicologia, la sua funzione dovrebbe essere quella di presentare i problemi filosofici delle diverse discipline scientifiche. In Svizzera la situazione è estremamente diversificata a seconda dei diversi Cantoni: in alcuni non è neppure prevista, in altri è insegnata in relazione con la teologia, in altri infine è affidata all'insegnante della lingua madre. In Gran Bretagna non è presente un insegnamento istituzionale di filosofia nelle scuole superiori ma sono presenti elementi di logica, semantica e teoria della conoscenza nelle discipline scientifiche.

## Il caso italiano

### Dalla legge Casati al fascismo
Nel 1859 la Legge Casati dava il primo ordinamento organico della scuola del nuovo Stato unitario. L'insegnamento della filosofia era previsto negli ultimi due anni del liceo secondo il modello sistematico già in uso nella scuola francese. L'insegnamento della disciplina era distinto in logica, metafisica ed etica. Nel 1867 il ministro Michele Coppino introdusse nuovi programmi che stabilivano che "la filosofia elementare" dovesse "studiare i fatti più cospicui e più accertati dell'uomo interiore; le facoltà principali che generano quei fatti e le principali leggi che le governano". Veniva ribadito il metodo sistematico la tripartizione della materia e stabilito il principio per cui la filosofia avrebbe dovuto concorrere, insieme al latino e al greco alla formazione umanistica dei ceti dirigenti. Le successive modifiche ai programmi non introdussero vere novità, se non l'accentuazione di un indirizzo maggiormente positivistico che faceva da contraltare al Neoidealismo ampiamente diffuso nella cultura italiana.

### La riforma Gentile e la sua applicazione
Nel 1923 la Riforma Gentile, sostenuta dal Gran consiglio del fascismo, modificò drasticamente l'insegnamento della materia. Venne abbandonato il tradizionale metodo sistematico per introdurre il metodo storico, sulla base del principio che filosofia e storia della filosofia coincidessero. L'insegnamento di storia e filosofia nei licei venne assegnato allo stesso docente. Si diede importanza alla libertà d'insegnamento, alle doti socratiche dell'insegnante e alla lettura diretta del testo. La filosofia era considerata come il vertice della formazione liceale, del tutto slegata dalla teologia o dall'insegnamento dell'ora di religione. La riforma venne rettificata ripetutamente già a partire dal 1925 (in particolare riducendo una libertà d'insegnamento poco consona al regime fascista) e raggiunse un punto di equilibrio con la revisione degli ordinamenti scolastici varata nel 1936 dal ministro Cesare Maria De Vecchi. Vennero introdotti i programmi obbligatori di insegnamento e venne accentuato l'impianto storicistico con una scansione triennale dell'insegnamento della storia della filosofia. Nel terzo ed ultimo anno era previsto anche lo studio obbligatorio della dottrina del fascismo e la lettura diretta dei testi era limitata ad un'unica opera all'anno, intesa in funzione subordinata alla trattazione storica.

### La scuola della Repubblica
Nel dopoguerra, una volta defascistizzati i programmi, l'impianto dell'insegnamento rimase sostanzialmente quello previsto dagli ordinamenti De Vecchi del 1936. La trattazione degli argomenti era storica, nei licei classici e scientifici lo stesso docente insegnava storia e filosofia mentre negli istituti magistrali erano unite pedagogia e filosofia.
Un elemento di forte novità fu, nel 1992, il Progetto Brocca che, nell'ipotesi di una riforma generale di tutta l'istruzione superiore, introduceva lo studio della filosofia in tutti gli istituti secondari di secondo grado. Il metodo scelto era quello storico-problematico (non più solo storico), con una forte centralità del testo ed erano previsti programmi differenziati per ogni tipo di scuola. Il progetto non portò ad una organica riforma ma i programmi Brocca vennero adottati, in via sperimentale, da numerose scuole.
Con le riforme successive, ed in particolare con la Riforma Gelmini (2008 - 2013) l'insegnamento della filosofia è stato introdotto in tutti i licei. I programmi (denominati Indicazioni nazionali) sono identici per tutti gli indirizzi ma il numero di ore di lezione è differenziato. L'impostazione dell'insegnamento che viene privilegiata ed esplicitata nelle Indicazioni Nazionali è quella storica e cronologica. Non in tutti gli indirizzi l'insegnamento della filosofia è impartito dallo stesso docente che insegna storia. La riforma introduceva l'obbligo per gli insegnanti di adottare del materiale didattico semplificato ad hoc per una didattica differenziata e personalizzata a favore degli alunni con Bisogni Educativi Speciali (B.E.S.).

### Il dibattito in corso (2018)
Il 23 gennaio 2018, un comitato di accademici italiani ha presentato al MIUR una proposta per estendere lo studio della filosofia agli istituti tecnici, collegato alle altre materie, ma su base volontaria e con ore extracurriculari, che costituiscono parte dei crediti formativi attestati con un allegato alla certificazione del diploma di maturità superiore.
Precedenti proposte chiedevano l'estensione agli istituti tecnici lo studio di filosofia per almeno un'ora alla settimana nell'ultimo triennio (rispetto alle tre ore previste per il liceo classico, dalla riforma del '23 ad oggi) sollevando perplessità in quanto tale materia di studio risulterebbe non collegata e integrata con gli altri programmi specifici dell'indirizzo, sebbene tale questione sia comune anche a molte delle materie formative di "cultura generale", non caratterizzanti il singolo percorso di scuola secondaria prescelto dallo studente.
Altre proposte intendevano estendere nella scuola elementare il metodo della filosofia e l'approccio concettuale ai problemi, ovviamente senza l'intento di impartire nozioni di tipo storico o di tipo teorico a quella fascia di età scolare: la proposta è stata presa in considerazione dai pedagogisti del settore, col proposito di abituare fin dalla prima infanzia ad un modo di studio che consiste nel porsi continuamente degli interrogativi e cercarvi delle risposte, nel dialogo e nella critica, sull'esempio di quanto già deciso da Irlanda e Regno Unito. 
Tale metodo andrebbe a sostituire un apprendimento passivo e meramente nozionistico, ovvero l'attiva proposta di idee (in stile brainstorming), la cui sintesi viene però di regola fatta da altri insegnanti tutori.
Lo studio della filosofia è anche una palestra per il ragionamento. Si imparano la vigilanza verso le argomentazioni fallaci proprie e altrui, nonché la capacità di interpretare, organizzare e comunicare contenuti articolati tenendo conto della pluralità dei contesti. La filosofia è anche il punto di incontro e confronto fra saperi diversi, che superano la parcellizzazione e la specializzazione delle conoscenze per generare nuove opportunità di comprensione e anticipare le sfide per i singoli e la società.
Al 2024 i libri di testo più diffusi sono l'Abbagnano-Fornero (più laico) e il Reale-Antiseri (più improntato ad un cattolicesimo liberale per la parte curata da Antiseri).